# Rio Maicuru

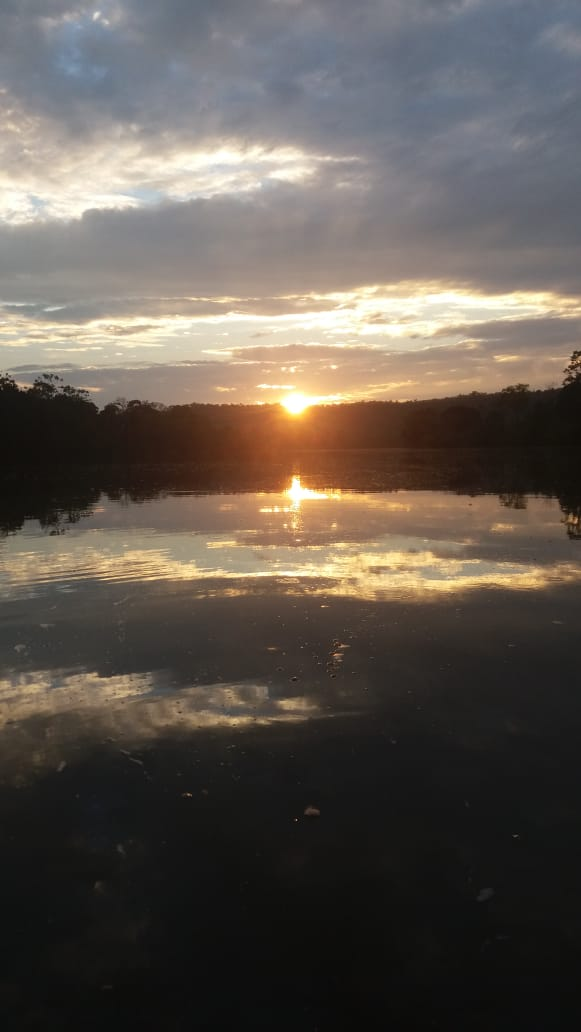

O rio Maicuru é um rio do estado do Pará no centro-norte do Brasil, um afluente da Amazônia que desemboca nesse rio através do Lago Grande de Monte Alegre.
A bacia hidrográfica fica parcialmente dentro da Estação Ecológica Grão-Pará, com 4 245 819 hectares (10 000 000 acre(s)s), a maior unidade de conservação de florestas tropicais totalmente protegida do planeta. Parte da bacia do rio fica na Reserva Biológica de Maicuru . O rio também é alimentado por córregos na Floresta Nacional Mulata, com 216 601 hectares (540 000 acre(s)s), uma unidade de conservação de uso sustentável criada em 2001.
2° 06′ 49″ S, 54° 08′ 58″ O